# 陈杰 (1956年)
陈杰（1956年11月—），女，高山族，台湾台东人，中华人民共和国政治人物，现任中华全国台湾同胞联谊会副会长，第十、十一、十二届全国政协委员。